# Pasirmulya (Bogor Barat)
Pasirmulya is een bestuurslaag in het regentschap Kota Bogor van de provincie West-Java, Indonesië. Pasirmulya telt 4907 inwoners (volkstelling 2010).